# Gennaro Pirelli
Gennaro Pirelli (Nápoles, 21 de agosto de 2000) es un deportista italiano que compite en judo.
En los Juegos Europeos de Cracovia 2023 consiguió una medalla de bronce en la prueba de equipo mixto. Ganó dos medallas de bronce en el Campeonato Europeo de Judo, en los años 2024 y 2025, ambas en la categoría de –100 kg.
Participó en los Juegos Olímpicos de París 2024, ocupando el quinto lugar en la prueba de equipo mixto.

## Palmarés internacional
| Juegos Europeos    | Juegos Europeos         | Juegos Europeos   | Juegos Europeos |
| Año                | Lugar                   | Medalla           | Categoría       |
| ------------------ | ----------------------- | ----------------- | --------------- |
| 2023               | Krynica-Zdrój (Polonia) | Medalla de bronce | Equipo mixto    |
| Campeonato Europeo |                         |                   |                 |
| Año                | Lugar                   | Medalla           | Categoría       |
| 2024               | Zagreb (Croacia)        | Medalla de bronce | –100 kg         |
| 2025               | Podgorica (Montenegro)  | Medalla de bronce | –100 kg         |